# Obernzenn
Obernzenn er en købstad (markt) i den mittelfrankiske Landkreis Neustadt an der Aisch-Bad Windsheim i den tyske delstat Bayern.

## Geografi
Obernzenn ligger ved floden Zenn der er en biflod til Regnitz (→ Main→ Rhinen).
Nabokommuner er (med uret, fra nord): Bad Windsheim, Trautskirchen, Flachslanden, Oberdachstetten og Illesheim.

### Inddeling
I kommunen ligger ud over Obernzenn landsbyerne:
| - Brachbach - Breitenau - Esbach - Egenhausen | - Straßenhof - Rappenau - Unteraltenbernheim - Hechelbach - Unternzenn | - Limbach - Urphertshofen - Oberaltenbernheim - Wimmelbach |